# Bert Shelley
Frederick Albert "Bert" Shelley (11 août 1899 - 29 décembre 1971) est un footballeur britannique. Il joue comme demi-arrière pour Southampton, avant d'être entraîneur du même club.
À Anfield, Shelley fait partie de l'équipe d'entraîneurs de George Kay, aidant les Reds à remporter le championnat de la Ligue anglaise de football en 1946-1947. Il reste membre du personnel d'entraînement jusqu'en 1956.
Shelley meurt à Liverpool en décembre 1971, à l'âge de 72 ans.